# Leo Mansell
Leo Mansell (Isla de Man, 4 de enero de 1985) es un piloto de automovilismo británico. Es hijo del campeón mundial de Fórmula 1 Nigel Mansell. Su hermano menor, Greg, compite en los mismos campeonatos que él.

## Biografía
Leo empezó a competir en el año 2000, en karts. No fue hasta 2006, cuando ya tenía 21 años, que se cambió al automovilismo, uniéndose a las filas del campeonato británico de Fórmula BMW al mismo tiempo que su hermano Greg. Autor de una temporada muy media ya que, a diferencia de su hermano, no consiguió sumar el más mínimo punto, sin embargo alcanzó a finales de año el Campeonato Británico de Fórmula 3, que disputó en su totalidad en 2007 dentro de la escudería Fortec Motorsport. De nuevo, Leo se muestra ineficaz (17º del campeonato con 2 puntos).
Junto con su hermano, participó en el campeonato Champ Car Atlantic 2008 (la antesala de la Champ Car) con el equipo Walker Racing, finalizando en el puesto 19 del campeonato.